# Mélina Robert-Michon
Mélina Robert-Michon, francoska atletinja, * 18. julij 1979, Voiron, Francija.
Nastopila je na poletnih olimpijskih igrah v letih 2000, 2004, 2008, 2012 in 2016, ko je osvojila srebrno medaljo v metu diska, ob tem še peto in osmo mesto. Na svetovnih prvenstvih je v isti disciplini osvojila srebrno medaljo leta 2013 in bronasto leta 2017, na evropskih prvenstvih pa srebrno medaljo leta 2014.